# Нечайна
Нечайна (пол. Nieczajna, нім. Niendorf) — село в Польщі, у гміні Оборники Оборницького повіту Великопольського воєводства.
Населення — 323 особи (2011).
У 1975-1998 роках село належало до Познанського воєводства.

## Демографія
Демографічна структура станом на 31 березня 2011 року:
|          | Загалом | Допрацездатний вік | Працездатний вік | Постпрацездатний вік |
| -------- | ------- | ------------------ | ---------------- | -------------------- |
| Чоловіки | 168     | 38                 | 118              | 12                   |
| Жінки    | 155     | 30                 | 96               | 29                   |
| Разом    | 323     | 68                 | 214              | 41                   |